# SNCF Z 23500
Die SNCF Z 23500 oder TER 2N PG (TER, zweistöckig, erste Generation) sind doppelstöckige Elektrotriebzüge der französischen Bahn SNCF. 80 Zweiwagenzüge wurden von 1997 bis 2000 von Alstom und ANF gebaut. Die Beschaffung von weiterentwickelten Drei- bis Fünfwagenzügen des Typs TER 2N NG begann 2004.

## Geschichte
Nach dem Erfolg der doppelstöckigen Z2N-Triebzüge im Großraum Paris entwickelte die SNCF zusammen mit den drei Regionen Nord-Pas-de-Calais, Rhône-Alpes und Provence-Alpes-Côte d’Azur einen geeigneten Doppelstockzug für den Regionalverkehr. Im Herbst 1997 begannen Tests mit drei Triebzügen in den Regionen. Die Serienlieferung wurde schließlich vom 15. Februar 1998 bis zum 31. März 2000 in Betrieb genommen.
Nach rund 20 Jahren Betrieb wurden die Züge modernisiert. Die Züge der Region Rhône-Alpes erhalten beispielsweise eine neue Inneneinrichtung und Lackierung. Die Modernisierung war im September 2020 abgeschlossen.

## Technik
Die Züge sind mit dem in den 1990ern entwickelten Onix-1500-Antriebssystem (Onduleur Nouvelle génération à Intégration eXceptionnel) ausgerüstet. Einer der beiden Wagen wird an allen vier Achsen durch 425 kW leistende Asynchronmotoren des Typs FXA 2858 angetrieben. Der die Motoren speisende Drehstrom wird durch IGBT-Stromrichter gebildet.
Bis zu vier Züge können in Mehrfachtraktion verkehren, auch eine Vielfachsteuerung mit ihren Nachfolgern TER 2N NG ist möglich.
Die insgesamt acht Einstiege sind hochflurig, sechs befinden sich etwas neben den Drehgestellen, die beiden Einstiege an einem Fahrzeugende dagegen direkt über dem Drehgestell. An den Enden sind Crash-Elemente und ein Aufkletterschutz vorhanden.

## Einsatz
Die Züge wurden für die Regionen Nord-Pas-de-Calais, Rhône-Alpes und Provence-Alpes-Côte d’Azur beschafft und dort im Regionalverkehr (TER) eingesetzt. 33 Züge werden um Lille und Douai, 30 Züge an der Côte d’Azur und 16 Wagen um Lyon eingesetzt.

## Galerie

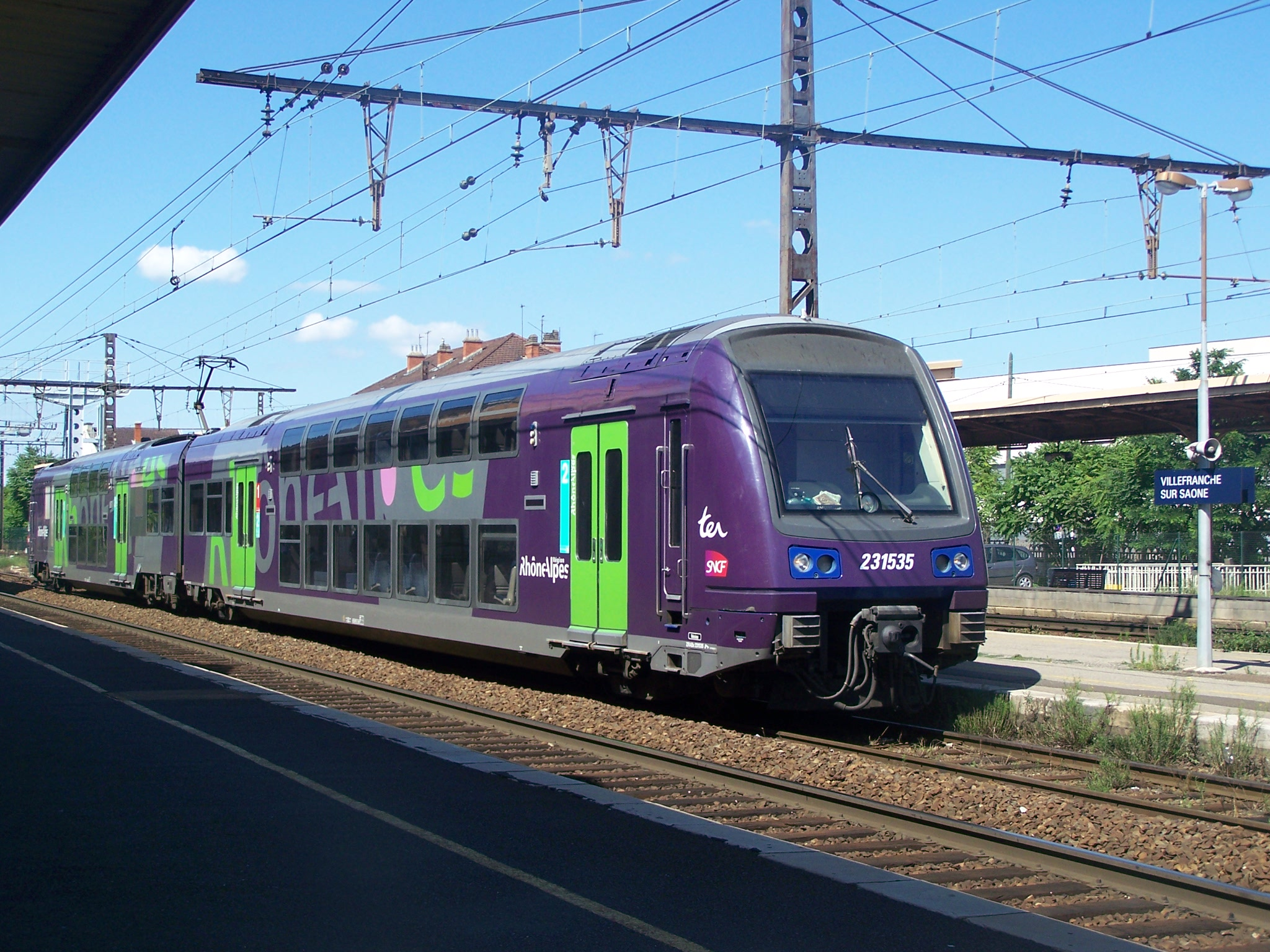
In der Lackierung des TER Rhône-Alpes
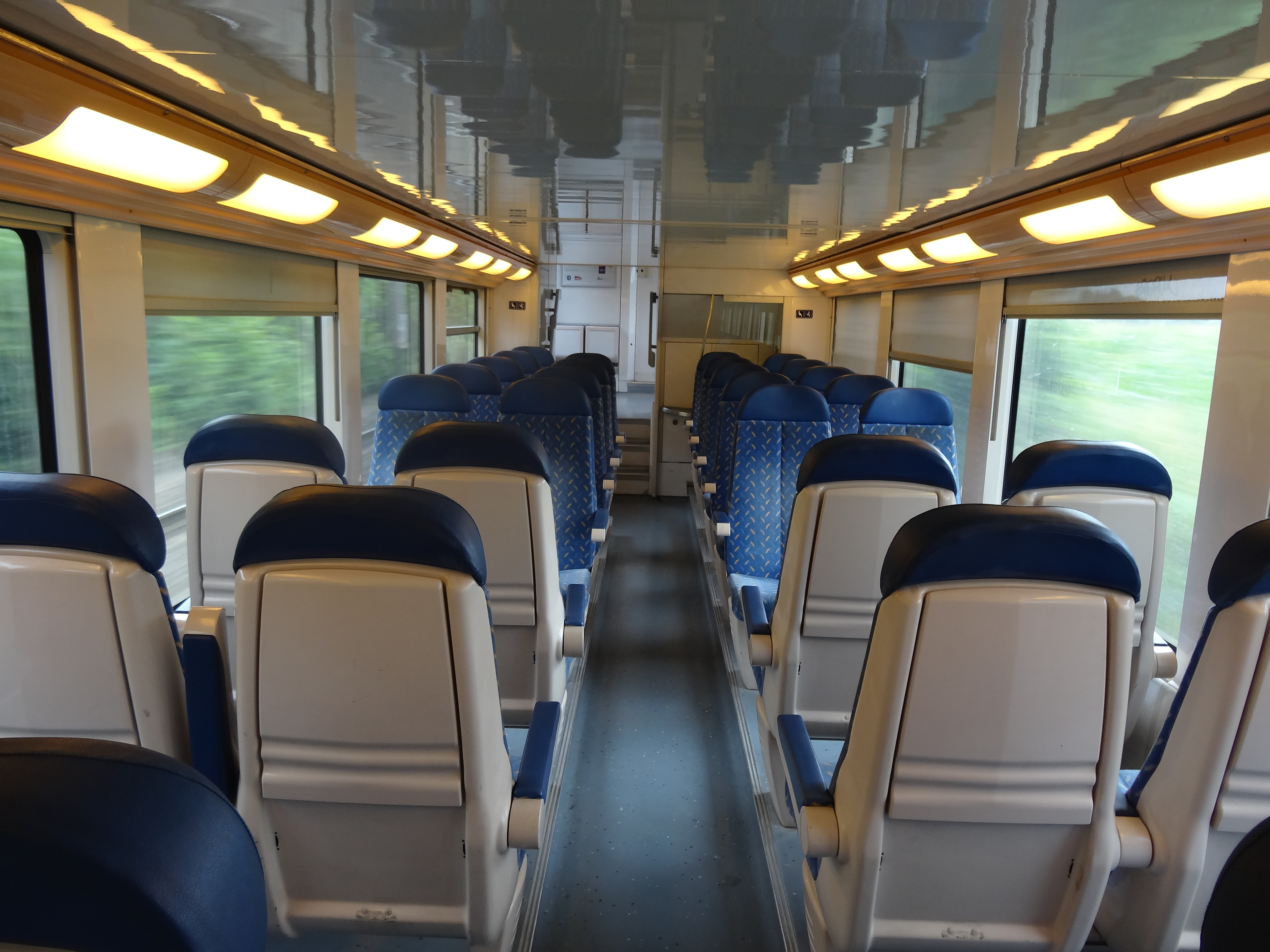
Untergeschoss
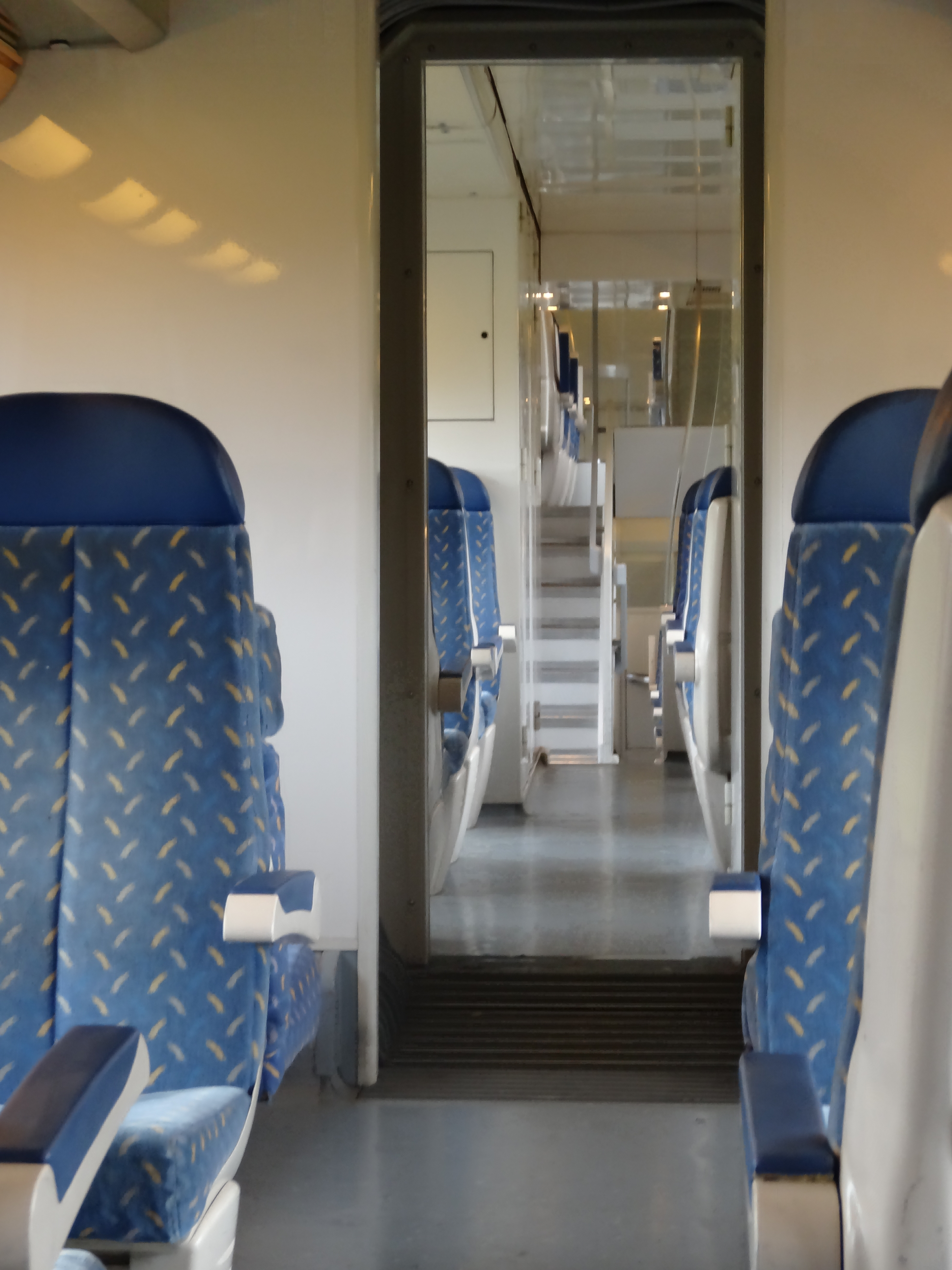
Wagenübergang
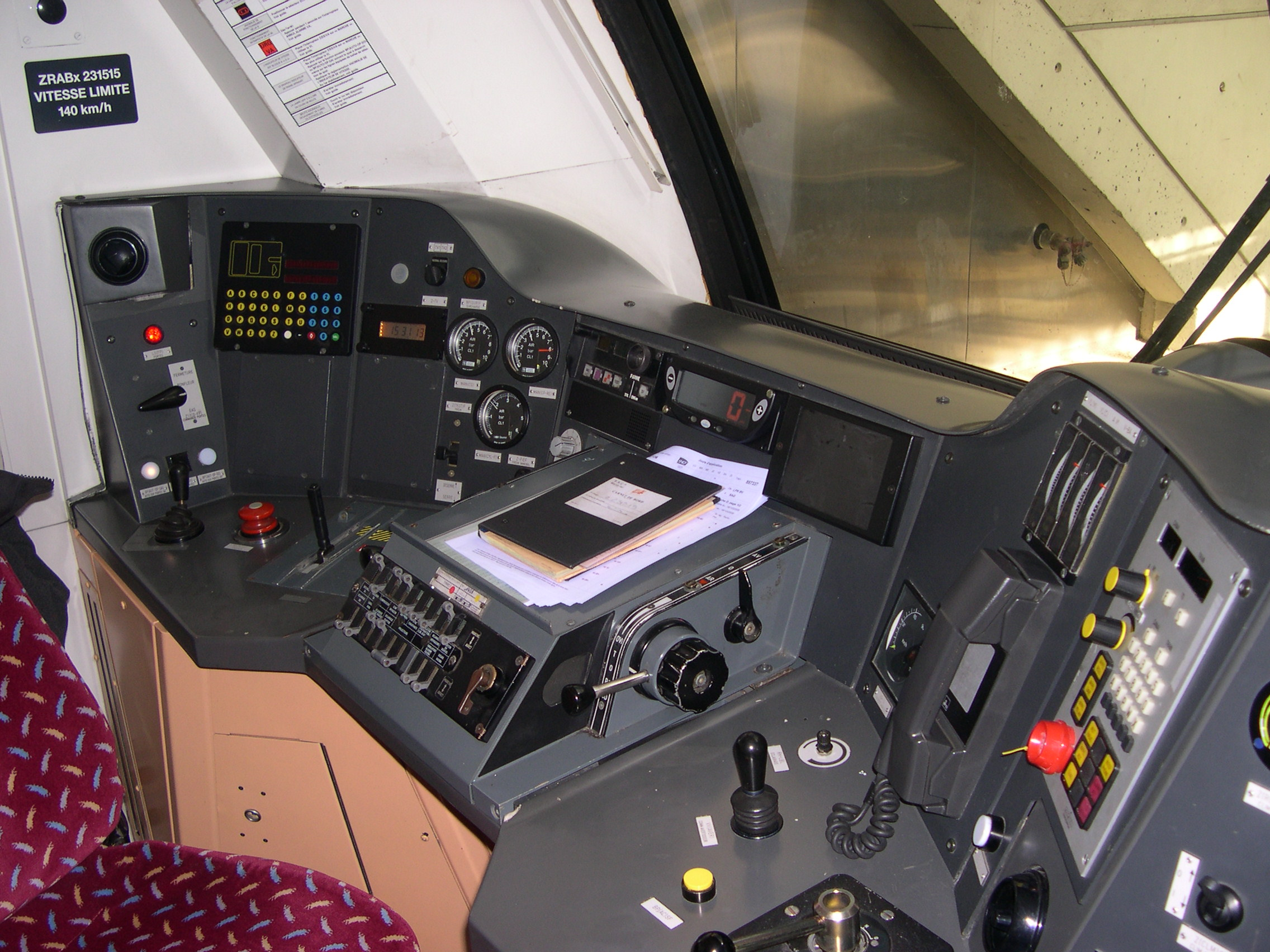
Führerstand